# Corycaeus agilis
Corycaeus agilis är en kräftdjursart som beskrevs av James Dwight Dana 1849. Corycaeus agilis ingår i släktet Corycaeus och familjen Corycaeidae. Inga underarter finns listade i Catalogue of Life.